# Üvegtigris 2.
Az Üvegtigris 2. 2006-ban bemutatott magyar filmvígjáték, melyet Rudolf Péter írt és rendezett. A film a nagy sikerű Üvegtigris (2001) folytatása, a főbb szerepekben ismét Rudolf Péter, Reviczky Gábor, Gáspár Sándor, Szarvas József és Csuja Imre látható.
Folytatása, az Üvegtigris 3. 2010-ben jelent meg.

## Szereplők
- Lali (Kakszi Lajos) – Rudolf Péter
- Gaben (Kecskeméti Ottó) – Reviczky Gábor
- Róka (Zsíros Ferenc) – Gáspár Sándor
- Cingár (Kántor Géza) – Szarvas József
- Csoki (Turbók Imre) – Csuja Imre
- Sanyi (Király Sándor) – Horváth Lajos Ottó
- Oszi (Hodobay Oszkár) – Szilágyi Tibor
- Jolika – Básti Juli
- Betti – Kecskés Karina
- Rezső, rendőr – Besenczi Árpád
- Bajusz, rendőr – Selmeczi Roland
- Árpád, rendőr - Sinkó László
- Lali apja (id Kakszi Lajos) – Bodrogi Gyula
- Feri – Gesztesi Károly
- Gitta – Parti Nóra
- Mari – Kerekes Éva
- Burján Tibi – Hajdu Steve
- Zsuzsa, siket menyasszony – Nagy-Kálózy Eszter
- polgármester – Seress Zoltán
- Alizka, szociológus lány – Fodor Annamária
- klarinétos – Almási Sándor
- motoros vendég – Kovács István
- hülye vendég – Kálloy Molnár Péter
- sellő - Hacser Józsa

## Érdekességek
A film egy majdnem kész változata már megjelenése előtt több mint két héttel elérhető volt az interneten. Ennek ellenére – vagy pont ennek következtében – a filmre már az első hétvégén 120 ezer ember volt kíváncsi a magyar mozikban. Ezzel a teljesítménnyel az Üvegtigris 2. az utóbbi 15 év[mikor?] legsikeresebb premierjét produkálta a magyar filmek között. Nagyon népszerű lett az országban, üzletek, éttermek nyíltak meg ezen a néven.

## Emlékezetes idézetek a filmből
- Csoki: „Mennyire vagy túsz, sörhöz odaférsz?”
- Csoki: „Mennyi esély van Rá? 50%! Vagy igen, vagy nem.”
- Gaben: „Van alkoholmentes söröd? Van. Akkor dobd ki a picsába, rendes sört kérek!”
- Róka: „Voltál már 2 nővel, Csoki?” Csoki: „Egyszerre?” Gaben: „Nem, összesen.”
- Sanyi: „Mégegyszer!” Lali: „Nincs az az Isten.” Sanyi: „Hozok sört.” Lali: „Akkor van.”
- Róka: „Te jogra jártál, nem?” Lali: „Fél évet, estire.” Róka: „Hát akkor pereld be este!”
- Mogyoró Kálmán: „Tönkre foglak tenni.” Lali: „Ahhoz te hülye vagy.” Mogyoró Kálmán: „De megpróbálom.”
- Csoki: „Egyszer telefingtam egy múzeumot. De akkor még kisdobos voltam. Egészen kis dobos.”
- Lali: „Te voltál kisdobos?” Csoki: „Zánkán. Magánzánkán.”
- Csoki: „Adjál már egy barackot, meg talán egy szilvát!” Lali: „Mi van Csoki, gyümölcsnapot tartasz?”
- Lali: „Déjà vu-m van.” Róka: „Mekkora? Megveszem.”

## Nézettség
A nézettségi adatok szerint 304 021 jegyet adtak el rá.